# Kogalym
Kogalym (russisch Когалым) ist eine Stadt in Westsibirien, im Autonomen Kreis der Chanten und Mansen/Jugra (Russland) mit 58.181 Einwohnern (Stand 14. Oktober 2010).

## Geographie
Die Stadt liegt nördlich des Ob und etwa 125 km nordöstlich der Stadt Surgut im Westsibirischen Tiefland im Bereich der Mündung des Kirill-Wyssjagun (Кирилл-Высъягун) in den Ingujagun (Ингуягун). Das Klima ist kontinental.
Kogalym liegt auf dem Territorium des Rajons Surgut, ist aber dem Autonomen Kreis direkt unterstellt.
Die Stadt liegt an der Eisenbahnstrecke Surgut – Korotschajewo – Nowy Urengoi und besitzt einen Flughafen.

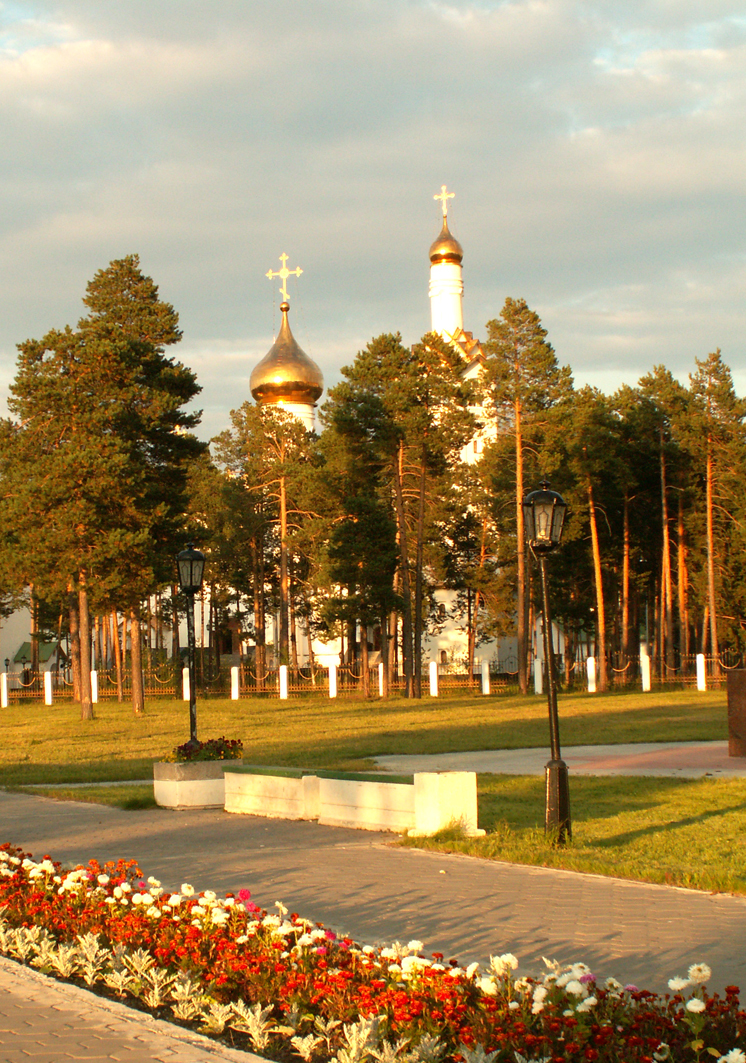
Russisch-Orthodoxe Kirche
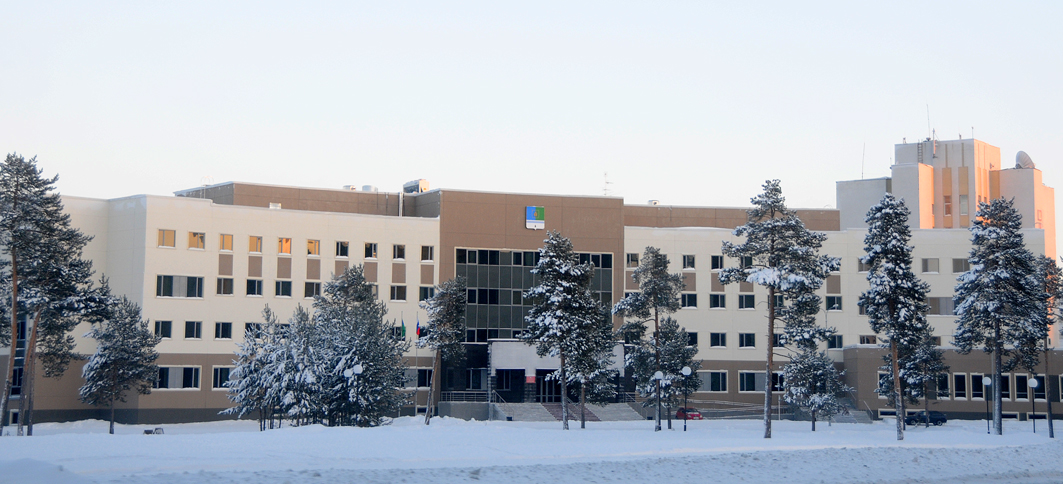
Gebäude der Stadtverwaltung
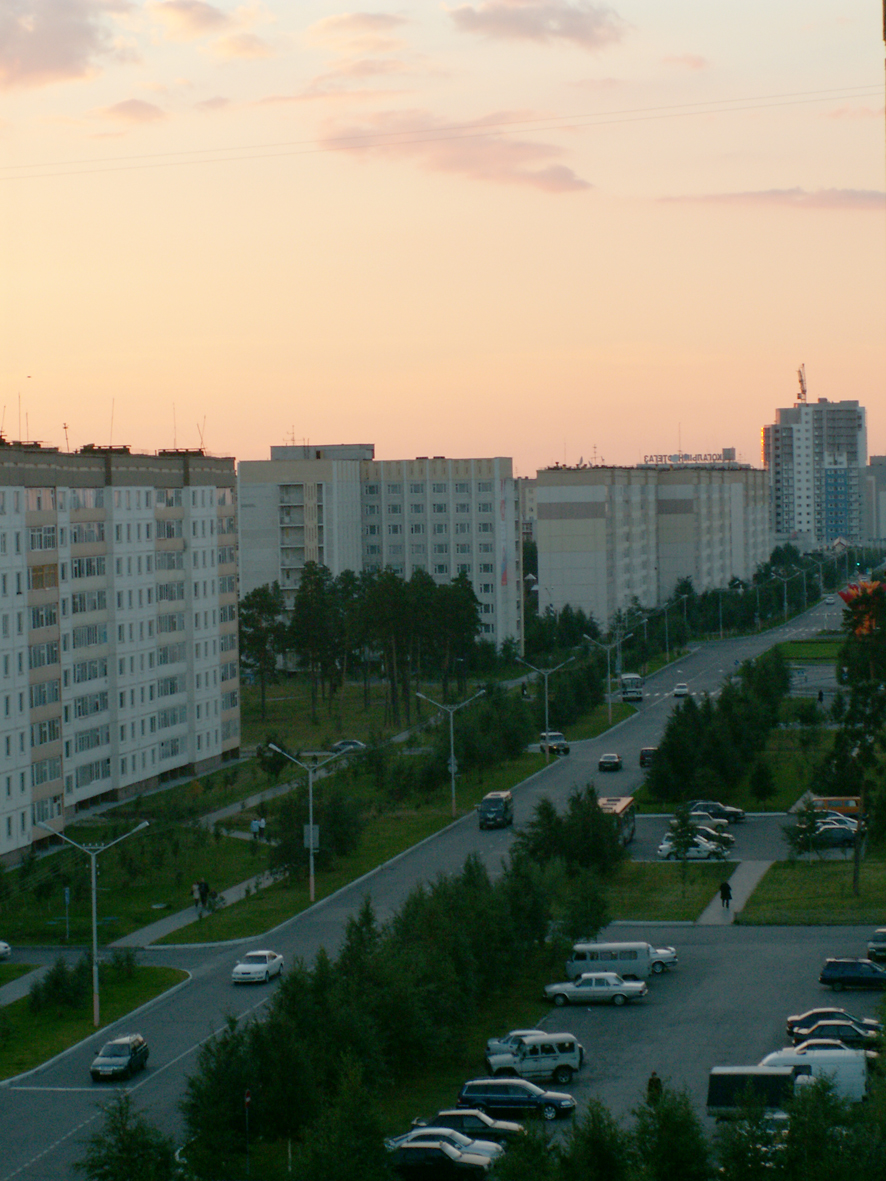
Druschby-Narodow-Straße
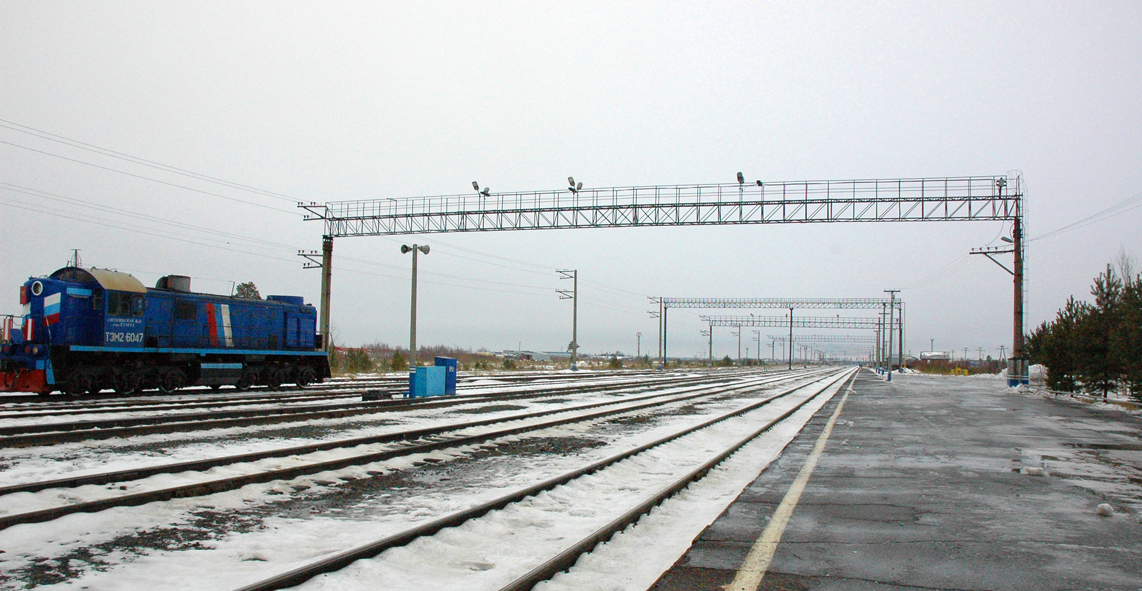
Bahnhof
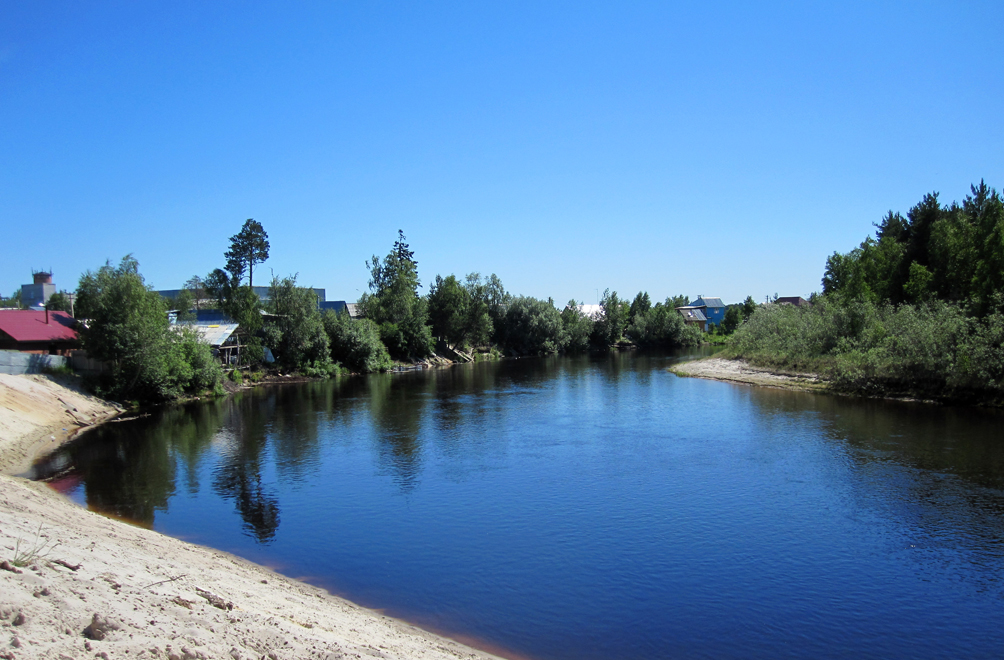
Der Ingujagun unweit von Kogalym

## Geschichte
1975 als Siedlung für Geologen und Erdölarbeiter sowie im Zusammenhang mit dem Bau der Bahnstrecke nach Nowy Urengoi entstanden, erhielt der Ort am 15. August 1985 das Stadtrecht. Der Ortsname ist von chantischen Wörtern koch oder kog (кох, ког; lang) und alyng (алынг; Anfang, Beginn), abgeleitet und bezeichnet den langgezogenen Ursprung eines Flusses.

### Bevölkerungsentwicklung
| Jahr | Einwohner |
| ---- | --------- |
| 1989 | 44.297    |
| 2002 | 55.367    |
| 2010 | 58.181    |

Anmerkung: Volkszählungsdaten

## Wirtschaft
Kogalym ist ein Zentrum der Erdölindustrie. Die Förderung auf den umliegenden Ölfeldern begann 1978. In der Stadt befindet sich der Stammsitz von Kogalymneftegaz (Когалымнефтегаз), einer der drei Gründungsgesellschaften des größten russischen Ölkonzerns Lukoil.
Die Fluggesellschaft Kogalymavia hat ihren Sitz in Kogalym.

## Flughafen
Der internationale Flughafen Kogalym (Международный аэропорт Когалым) (IATA: KGP, ICAO: USRK) befindet sich ca. 9 km südöstlich von Kogalym und wird derzeit von der UTair Aviation (Kogalym-Moskau-Vnukovo) und der Yamal Airlines (Kogalym-Yekaterinburg) angeflogen.

## Bildung, Kultur und Sehenswürdigkeiten
In der Stadt gibt es 10 allgemeinbildende Schulen, Filialen der Tjumener Staatlichen Universität (Тюменский государственный университет), der Tjumener Staatlichen Erdöl- und Erdgasuniversität (Тюменский государственный нефтегазовый университет) sowie der Tomsker Staatlichen Universität für Steuerungssysteme und Radioelektronik (Томский государственный университет систем управления и радиоэлектроники). 1996 wurde das KogalymNIPIneft (КогалымНИПИнефть), ein wissenschaftliches Forschungs- und Projektinstitut der Erdölindustrie, gegründet.
Die Stadt verfügt über ein Heimat- und ein Kunstmuseum, eine neu errichtete orthodoxe Kirche und eine Moschee, sowie einen Eispalast.